# Sint-Martinuskerk (Berg)
De Sint-Martinuskerk te Berg, een deelgemeente van het Belgische Tongeren-Borgloon, is een romaanse kerk, toegewijd aan Martinus van Tours. De kerk staat op een kerkheuvel.
Alhoewel de kerk door de eeuwen heen veranderd en verbouwd werd heeft men tijdens de restauratie van 1984-1989 de kerk bouwfysisch hersteld en storende verbouwingen en aanpassingen weggewerkt.

## Kerkgeschiedenis
Het schip dateert uit de 11e eeuw, de toren uit de 12e eeuw. In 1197 werd de kerk toegevoegd aan het kapittel van Tongeren en droeg ze financieel bij aan de bouw van de Onze-Lieve-Vrouwebasiliek van Tongeren.
Troepen van Lodewijk XIV plunderden de kerk en in 1746 deden soldaten van Lodewijk XV dat nog eens over. In 1795 confisqueerden de Franse revolutionairen de kerk en verbrandden het kerkarchief.
Onder het altaar werd in 1869 een viergodensteen uit de 2e eeuw ontdekt met de afbeeldingen van Fortuna, de godin van de overvloed, Mercurius, god van de welvaart en de winst, Ceres of Abundantia, de godin van de landbouw. De vierde zijde is onherstelbaar beschadigd. De steen staat tentoongesteld in het Curtiusmuseum te Luik.

## Kerkschatten
- vierkante westertoren uit silex, tufsteen en mergel
- eind-12e-eeuwse romaans-maaslandse doopvont in de doopkapel in de toren
- romaanse deuromlijsting van de noordelijke zijbeuk uit de 11e - begin 12e eeuw
- het gotisch koor, eind 14e - begin 15e eeuw ter vervanging van de apsis
- de apostelbalk uit de 15e eeuw. De bijbehorende beelden worden bewaard in het Musée d'Art religieux et d'art Mosan te Luik

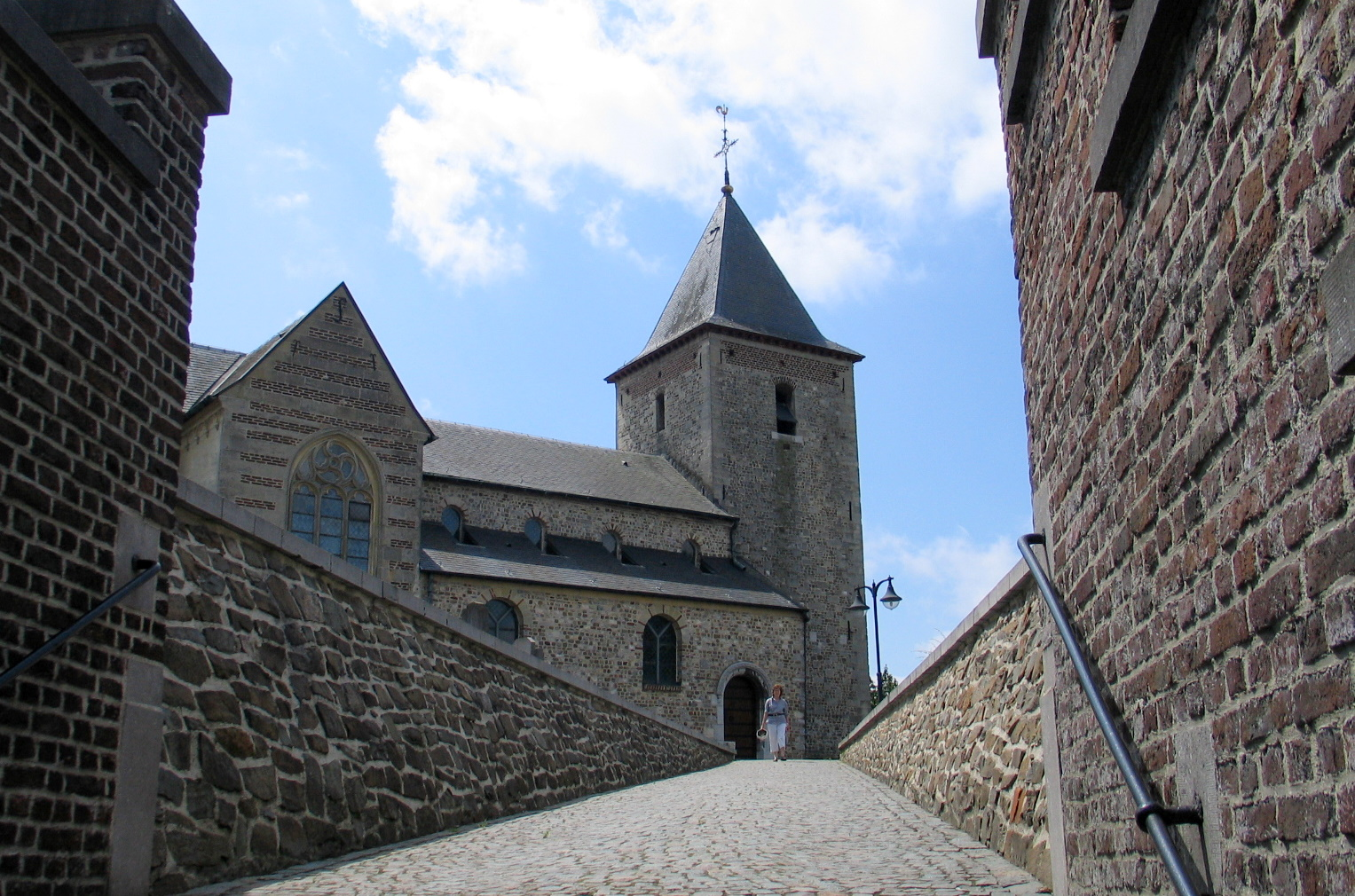
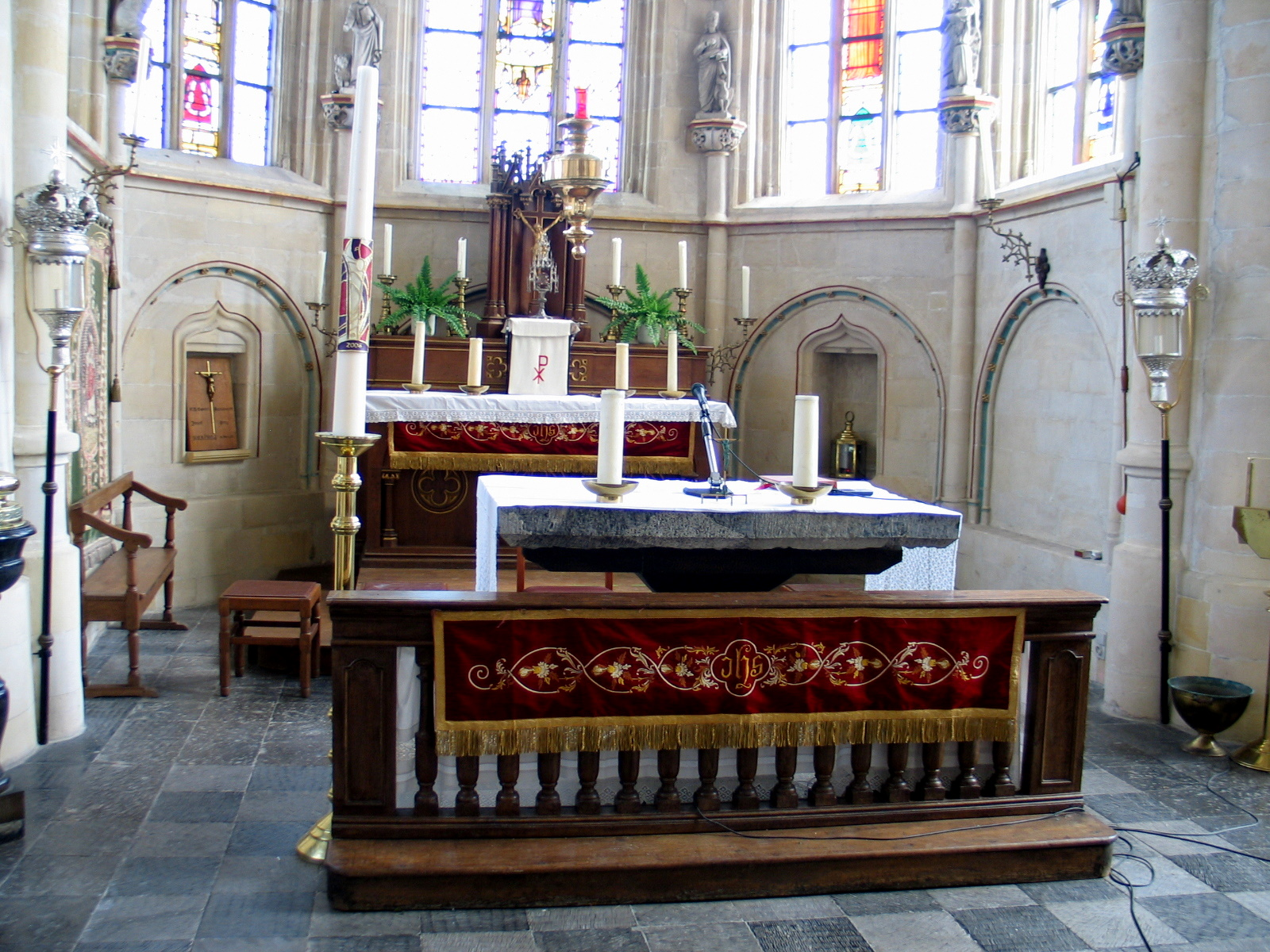
het koor
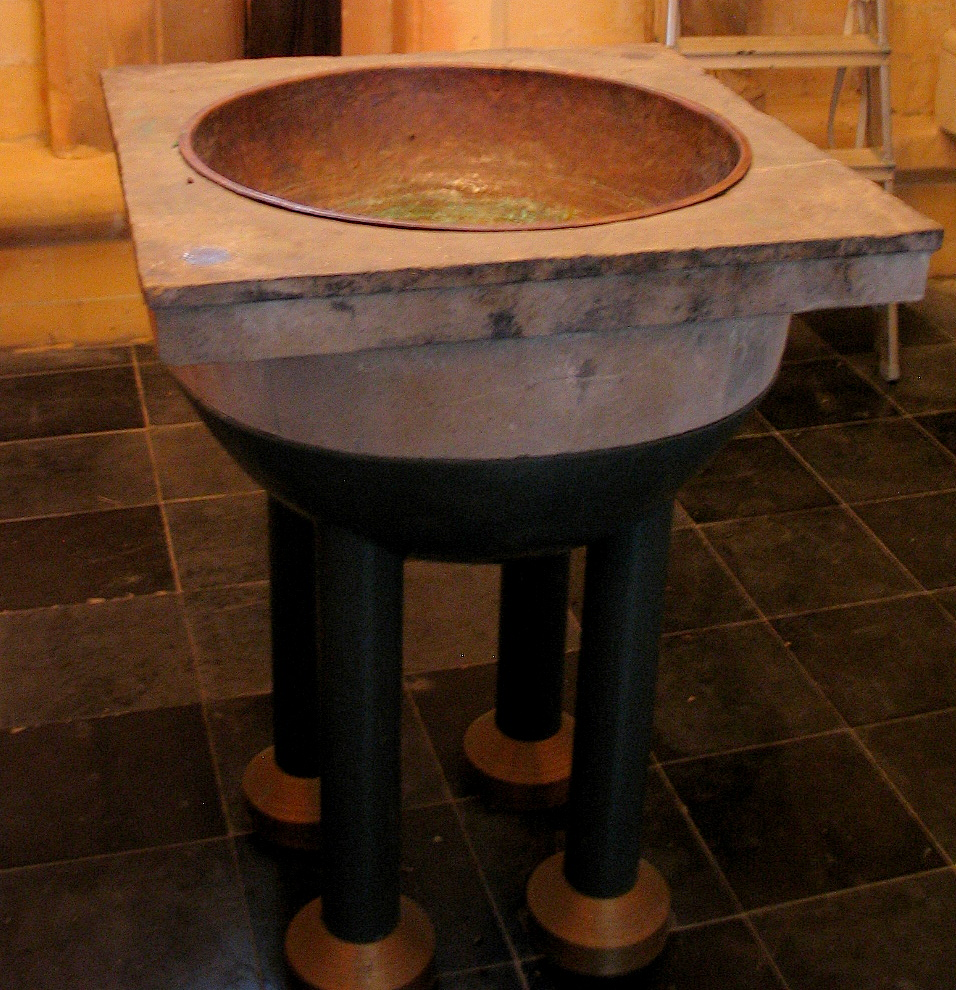
de doopvont uit de 12e eeuw
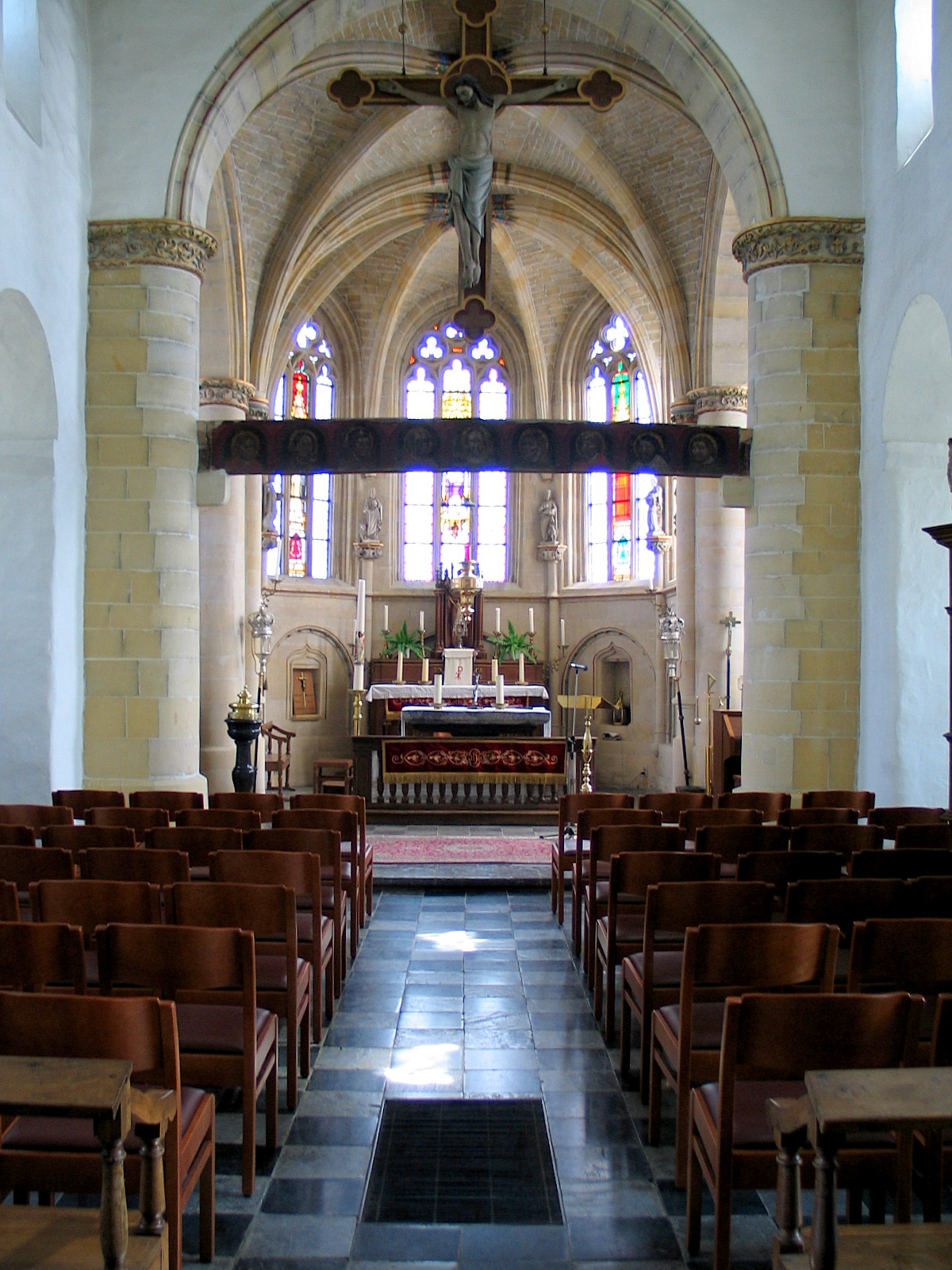
het schip
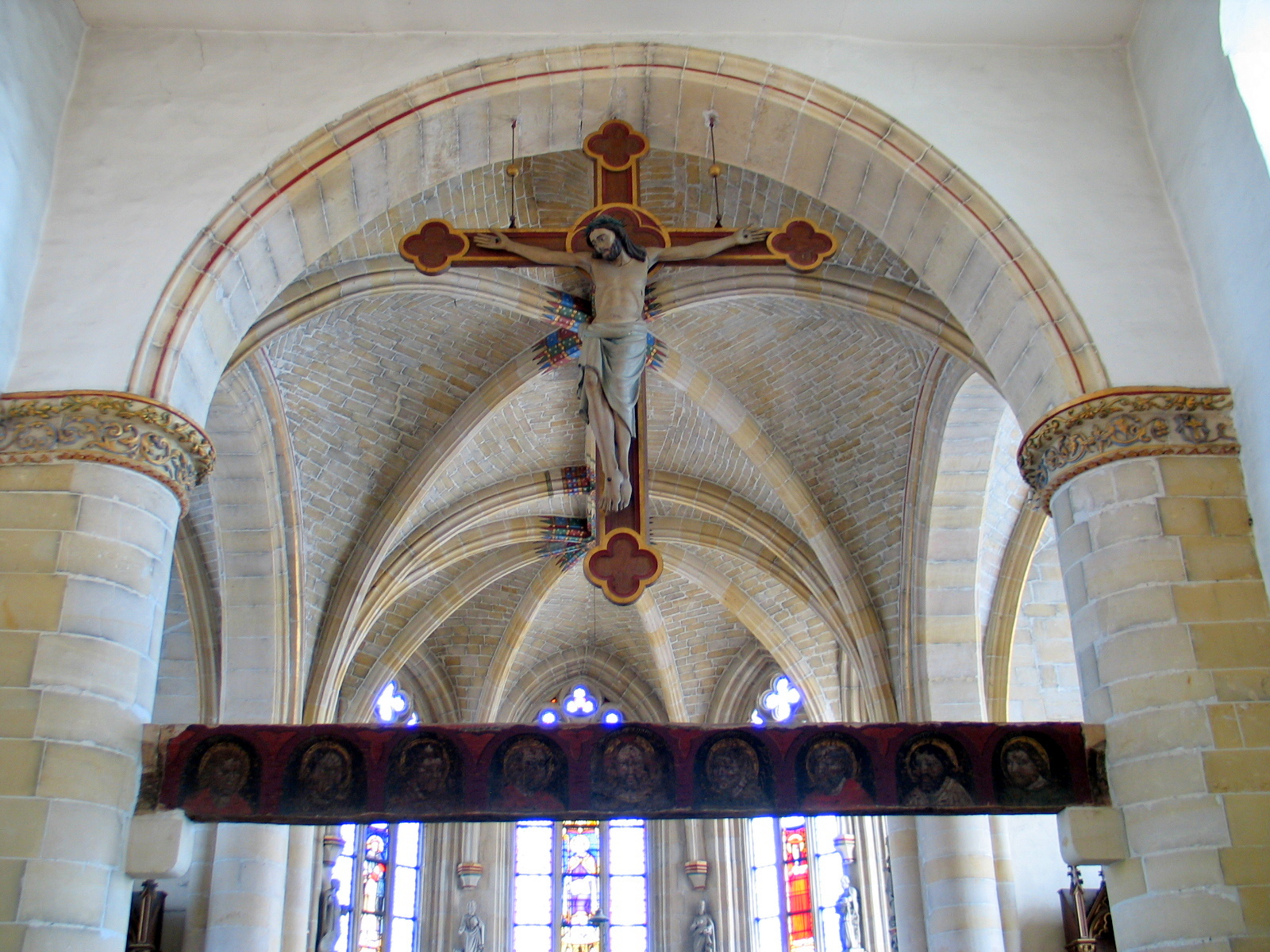
de apostelbalk